# 腾越厅
腾越厅，清朝时设立的厅。

腾越厅在云南省的位置（1820年）

嘉庆二十四年（1819年）升腾越州置，治所在今云南省腾冲市，为云南省的直隶厅。辖境相当今云南省芒市、瑞丽、腾冲、梁河、盈江、陇川等市县及缅甸克钦邦东部地。道光二年（1822年）改属永昌府，为散厅。1913年废厅，改腾冲县。 